# Ebba Theorin-Kolare
Ebba Viola Theorin-Kolare, född Theorin den 20 februari 1891 i Tjärby, död 25 maj 1953, var en svensk journalist, chefredaktör och författare. Hon använde sig av signaturen E. Th.

## Biografi
Ebba Theorin-Kolare var dotter till domänintendenten G. Theorin och Anna Lyttkens. Efter studentexamen 1909 vid Tekla Åbergs högre läroverk för flickor i Malmö, började hon på hösten samma år arbeta journalist på Sydsvenska Dagbladet i Malmö. Hon ingick i Ligan, en grupp kvinnliga journalister, som tagit sitt namn efter Elin Wägners roman Norrtullsligan. Efter tio år blev hon redaktionssekreterare för veckotidningen Idun i Stockholm. Därmed inleddes hennes tid som damtidningsredaktör. År 1924 blev hon redaktör för den till upplagan större veckotidningen Husmodern och där stannade hon till sin pensionering 1951.
Theorin-Kolare har beskrivits som en udda chefredaktör – hon sades helt ha saknat intresse för heminredning, matlagning och kläder. Samtidigt ökade upplagorna. Under hennes tid blev samlevnadsproblem och könsrollerna viktiga teman och Theorin-Kolare ville ge röst åt hemmafruarna. Hennes chef Albert Bonnier Jr lär ha utnämnt henne till "journalistikens Selma Lagerlöf" och hon var också verksam som författare och skrev essäsamlingar eller resonerande textsamlingar, vilka ofta behandlade frågor om manligt och kvinnligt.
Ebba Theorin-Kolare var gift tre gånger. Första gången 1922 med författaren Per Freudenthal, andra gången 1931 med redaktören Harry Kolare och det tredje och sista äktenskapet inleddes 1946 då hon gifte sig med konstnären Arthur Alin.

### Utgivning
- Allt om äktenskapet / utg. av Husmodern ; med bidrag av 26 författare red. av Ebba Theorin-Kolare. Husmoderns bibliotek. Stockholm: Åhlén & Åkerlund. 1934. Libris 1350717